# 奇科阿納
25°06′S 65°33′W / 25.100°S 65.550°W

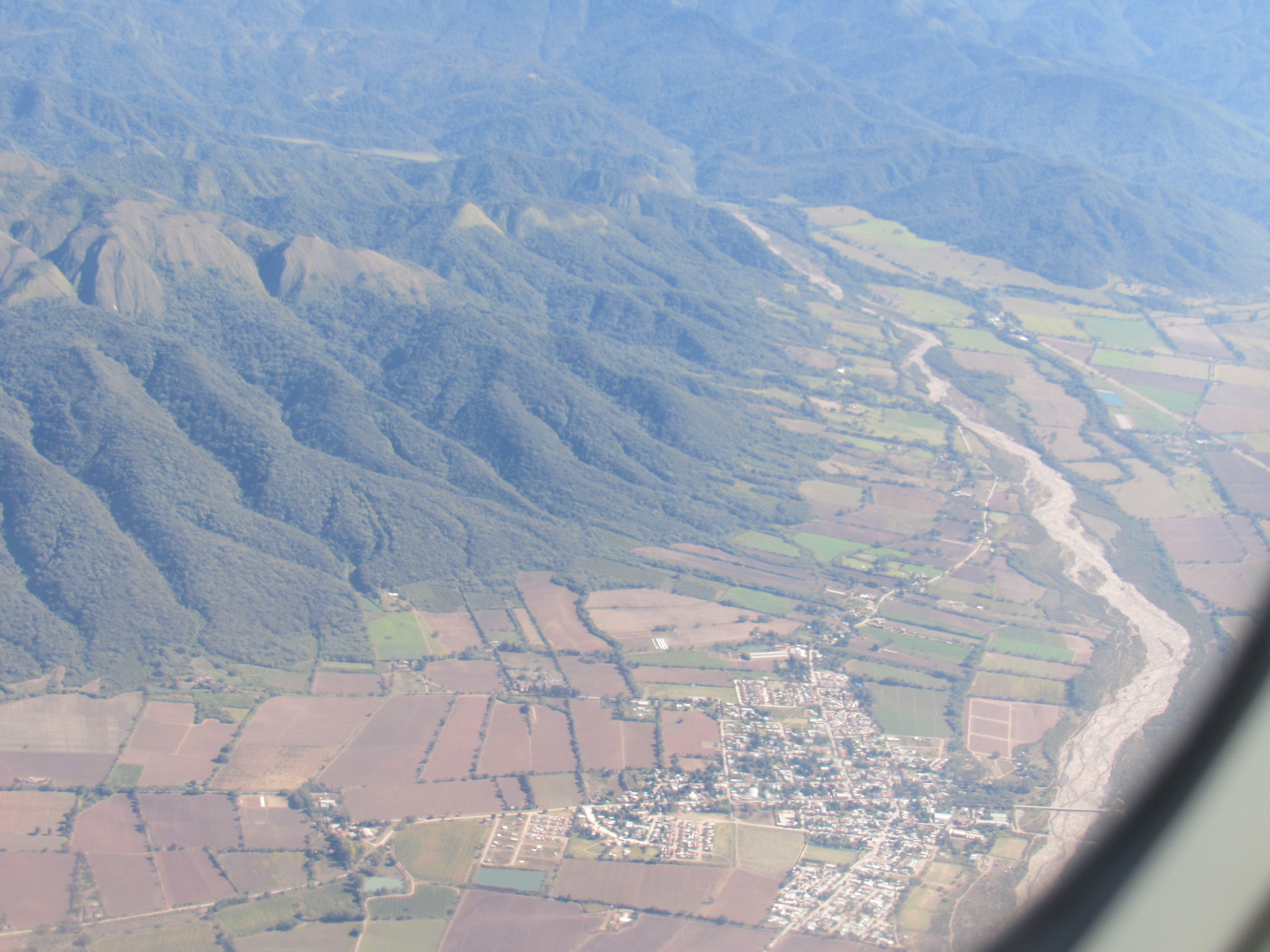
奇科阿納

奇科阿納（西班牙語：Chicoana），是阿根廷的城鎮，位於該國西北部薩爾塔省，是奇科阿納縣的首府，處於薩爾塔以南47公里，海拔高度1,432米，該地區的地震活動頻繁和低強度，2001年人口3,396。